# 323 (عدد)
323 هو عدد صحيح، يلي العدد 322 وويسبق العدد 324.

## في الرياضيات

### خصائص
- عدد طبيعي.[3]
- عدد فردي.[4][5]
- عدد موجب،[6] السالب منه هو -323.[7]

## في التاريخ
- 323 هـ هي سنة في التقويم الهجري.
- هي سنة 323 م في التقويم الميلادي.

## وصلات خارجية
الأعداد الصاتمة، ديوان اللغة العربية.